# JPEG
JPEG (від Joint Photographic Experts Group) — поширений формат цифрових зображень, що використовує стиснення з втратою якості. Був створений 1992 року комітетом Joint Photographic Experts Group. Основною перевагою є те, що він потребує менше місця на диску для зберігання. Вплинув на розповсюдження зображень в інтернеті, а з часом — у соціальних мережах. На сьогодні формат підтримується практично всіма графічними редакторами та браузерами. 

## Опис

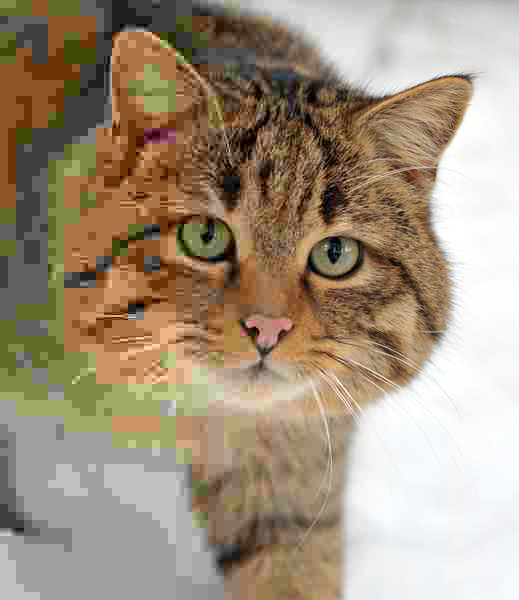
Фото лісового дикого кота, що показує зменшення ступеня стиснення, а отже кращу якість зображення, зліва направо.

Втрати і спотворення інформації через ступінь стиснення можуть проявлятися вже в призначених для користувача програмах. Допустимий рівень стиснення залежить від характеру зображення та перебуває, як правило, в межах 1:10. Формат JPEG часто використовується як формат даних в цифрових камерах. У Інтернеті формат JPEG застосовується для відображення напівтонових ілюстрацій та графічної інформації з плавним переходом тонів. Формат JPEG, на відміну від GIF і PNG, не підтримує ні анімацію, ні прозорість. 
Найбільша роздільна здатність, яку підтримує формат JPEG/JFIF, — 65535×65535.

## Алгоритм стиснення
Використовується алгоритм стиснення з втратами, основу якого складають дискретне косинусне перетворення, таблиці квантування та кодування Гаффмана. Стандарт також передбачає варіант з арифметичним кодуванням. 
Слід зазначити, що кожне зображення містить власну таблицю квантування. Завдяки цьому формат підтримує різні ступені стиснення.